# کولین راسل (شناگر)
کولین راسل (به انگلیسی: Colin Russell) (زادهٔ ۲ ژوئیهٔ ۱۹۸۴) شناگر اهل کانادا است.